# Piper ladoradense
Piper ladoradense är en pepparväxtart som beskrevs av Trel. & Yunck.. Piper ladoradense ingår i släktet Piper och familjen pepparväxter. Inga underarter finns listade i Catalogue of Life.